# Tomás Herrera (kosárlabdázó)
Tomás Herrera Martínez (Santiago de Cuba, 1950. december 21. – Havanna, 2020. október 18.) olimpiai bronzérmes kubai kosárlabdázó.

## Pályafutása
Három olimpián vett részt. Az 1972-es müncheni olimpián bronzérmet szerzett a kubai válogatott tagjaként. 
1976-ban a hetedik, 1980-ban a hatodik helyen végzett a csapattal. Az 1979-es pánamerikai játékokon az amerikai válogatott elleni mérkőzésen szándékos könyökléssel eltörte Kyle Macy állkapcsát. A mérkőzésen kiállították, de a további játéktól nem tiltották el a tornán.
Visszavonulása után politológiai diplomát szerzett és a Fiatal Kommunisták Szövetsége (Unión de Jóvenes Comunistas, UJC) egyik vezetője lett. 2002-től haláláig a Comisión Nacional de Atención a Atletas elnöke volt.
Herrera két unokaöccse, Roberto és Ruperto egyaránt sikeres kosárlabdázó volt, de mindketten elhagyták Kubát a Castro-rezsim miatt.

## Sikerei, díjai
- Olimpiai játékok
  - bronzérmes: 1972, München